# Parc du château de Kristineberg
Le parc du château  de Kristineberg (en suédois : Kristinebergs slottspark) est un parc public à Kristineberg à Stockholm en Suède,. 

## Description
Le parc jouxte le château de Kristineberg et date du XVIIème siècle. Le parc a été rénové dans le cadre du développement urbain de Nordvästra Kungsholmen. 
Dans le parc se trouve une aire de jeux populaire.
Sur le côté sud du château se trouve le parc Äppelparken avec divers arbres fruitiers disposés en lignes droites s'étendant depuis le bâtiment du château. Certaines parties du château abritent l'école de Kristineberg et d'autres parties fonctionnent comme des résidences privées. 
De grands chênes précieux se trouvent sur les pentes environnantes.
Dans la partie la plus au sud du parc se trouve une installation de minigolf. Le parcours de golf a un thème littéraire inspiré des quartiers environnants où les rues portent le nom d'auteurs suédois célèbres.
Du côté nord du château, subsiste en partie l'axe historique aux doubles allées plantées de tilleuls. Le parc est bordé par le terrain de sport adjacent de Kristineberg.
A côté de l'avenue se trouve l'aire de jeu très populaire appelé Uggleparken. 
Le terrain de jeu est appelé ainsi car il est caractérisé par deux grandes chouettes en bois.

## Histoire
Dans les années 1930, le terrain de sport de Kristineberg a été construit et la zone autour du parc a été aménagée avec des immeubles d'habitation. Une aire de jeux a été construite en 1934-1935 dans la partie sud-ouest en direction de Nordenflychtsvägen.
Dans le cadre de la construction du pont de Traneberg en 1934, les parties sud du parc ont été découpées et en 1960, l'Essingeleden a été tracée à travers les parties orientales du parc. Le parc est donc beaucoup plus petit aujourd’hui qu’au moment de sa création.
Une rénovation de certaines parties du parc a été réalisée en 2013 avec de nouveaux arbres, un nouvel éclairage, du mobilier et une aire de jeux.

## Galerie

Kristinebergs slottspark
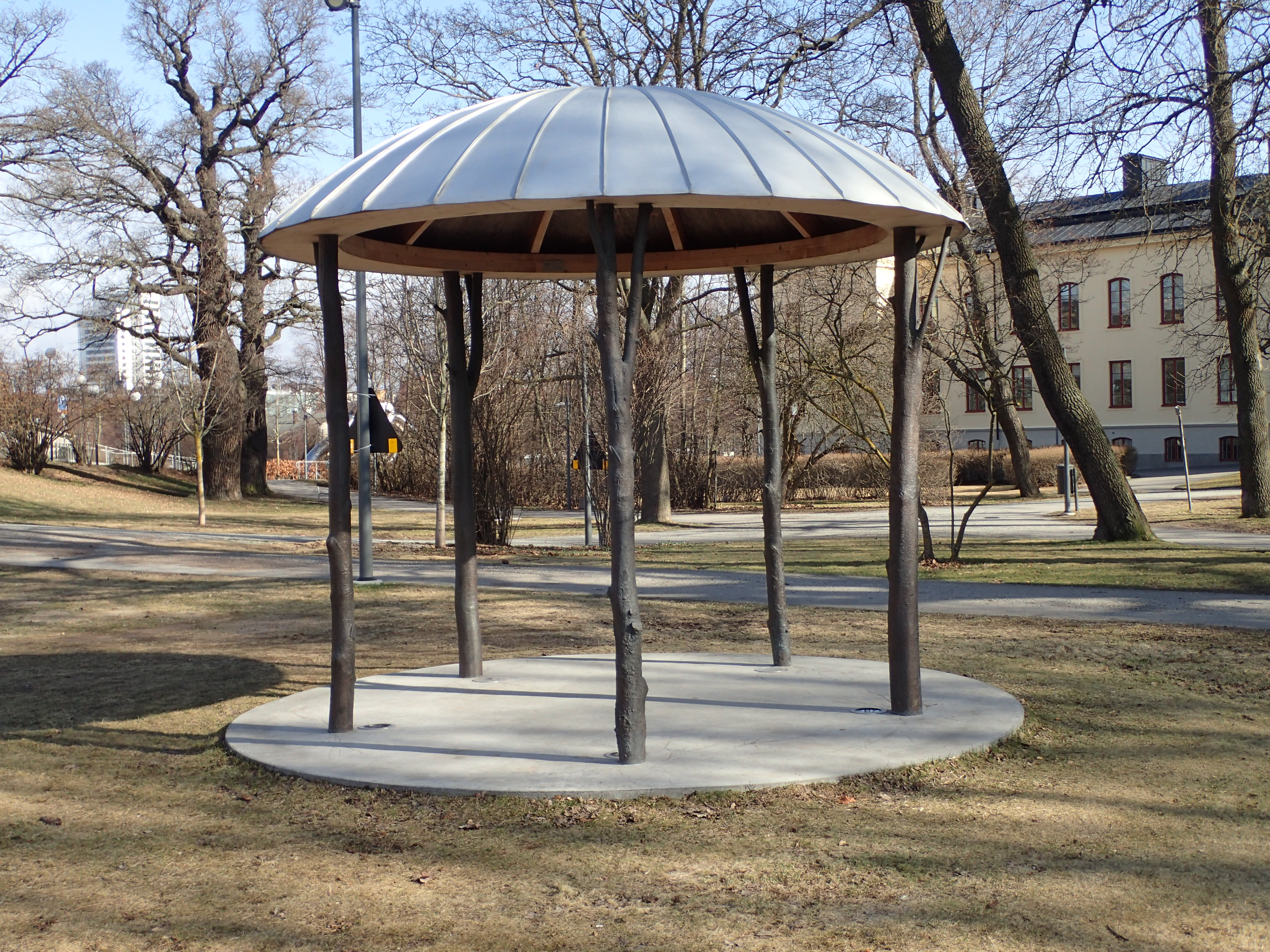
Danspaviljong.
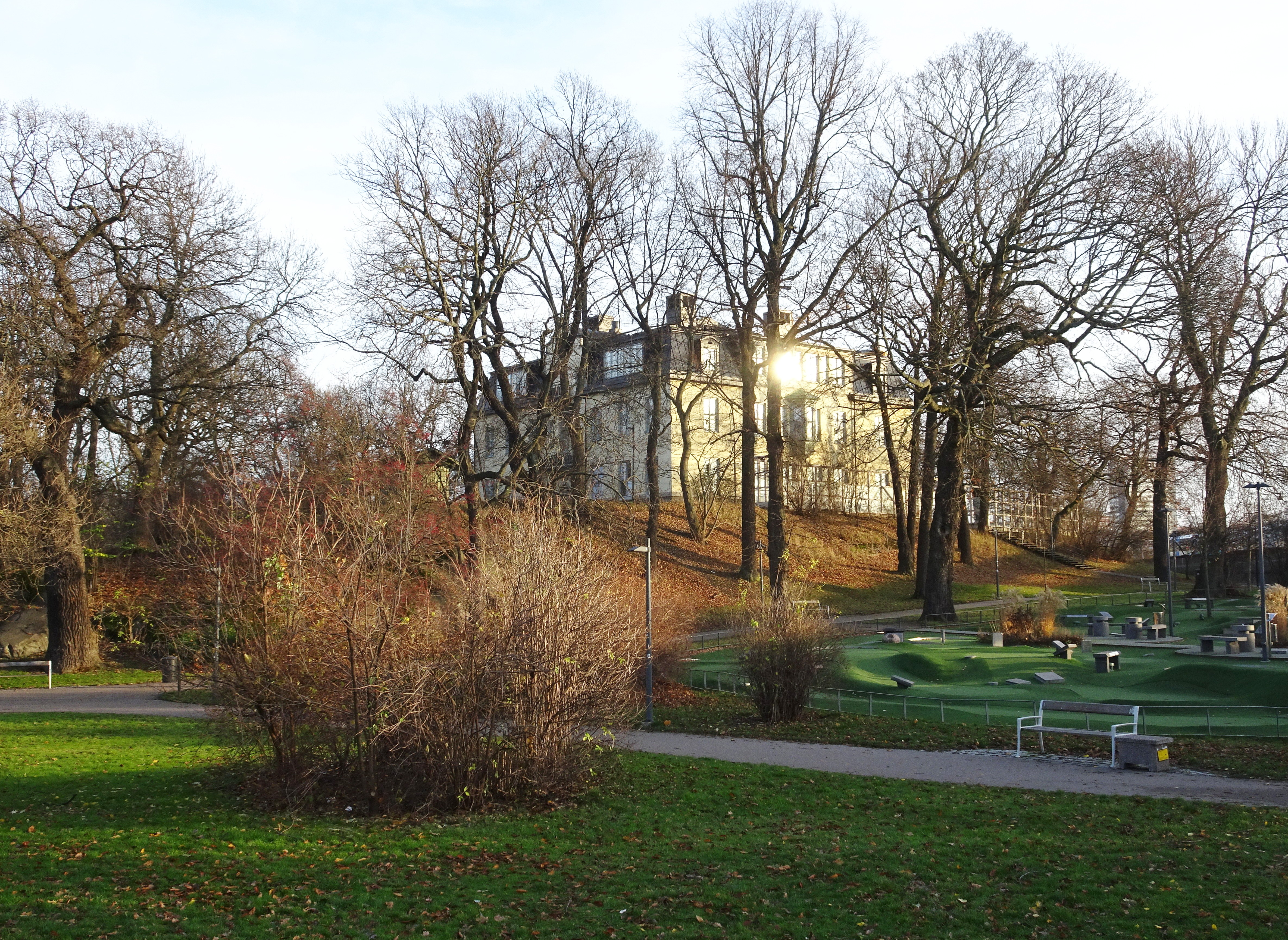
Kristinebergsskolan.
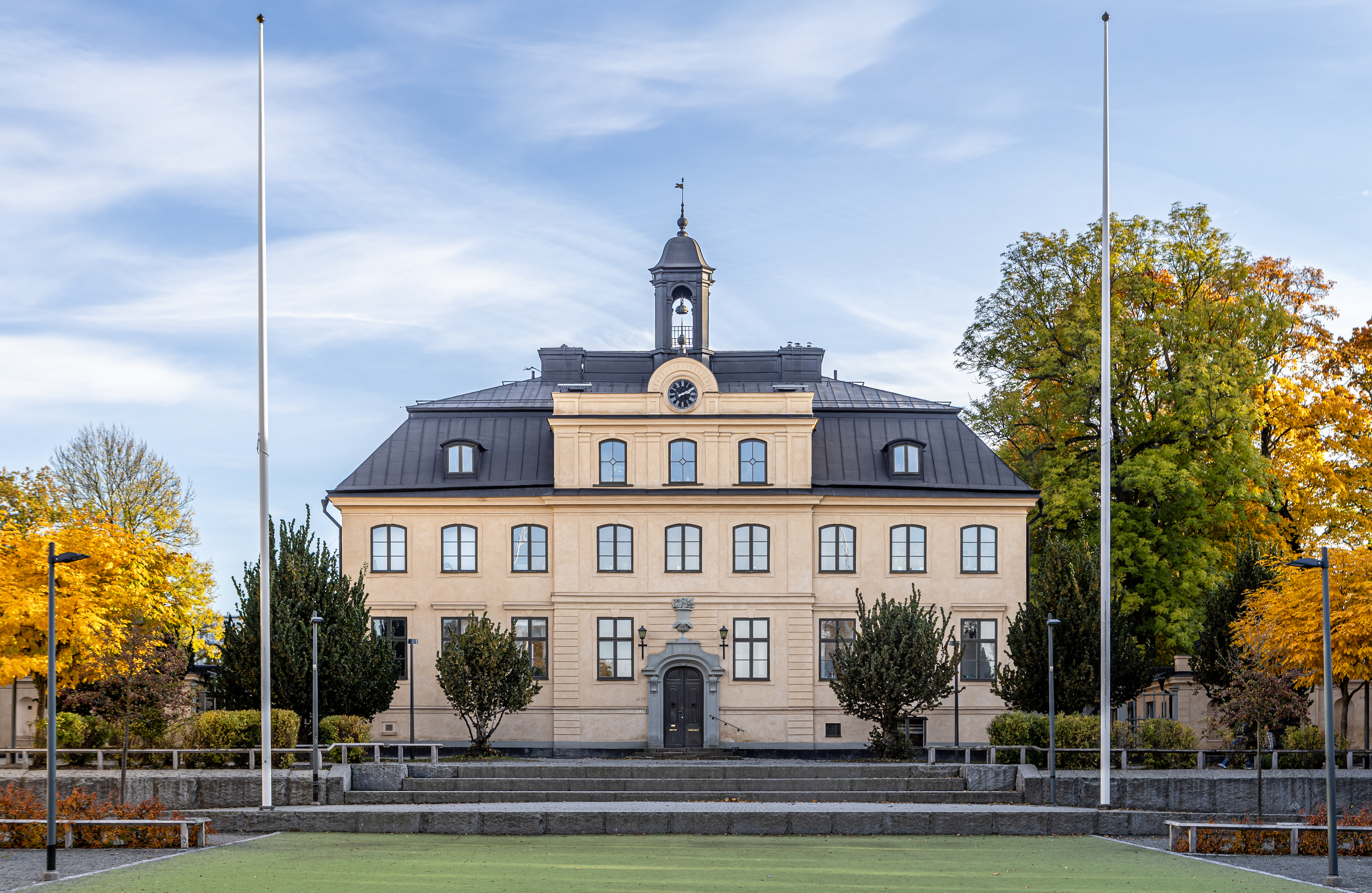
Château de Kristineberg.

Uggleparken
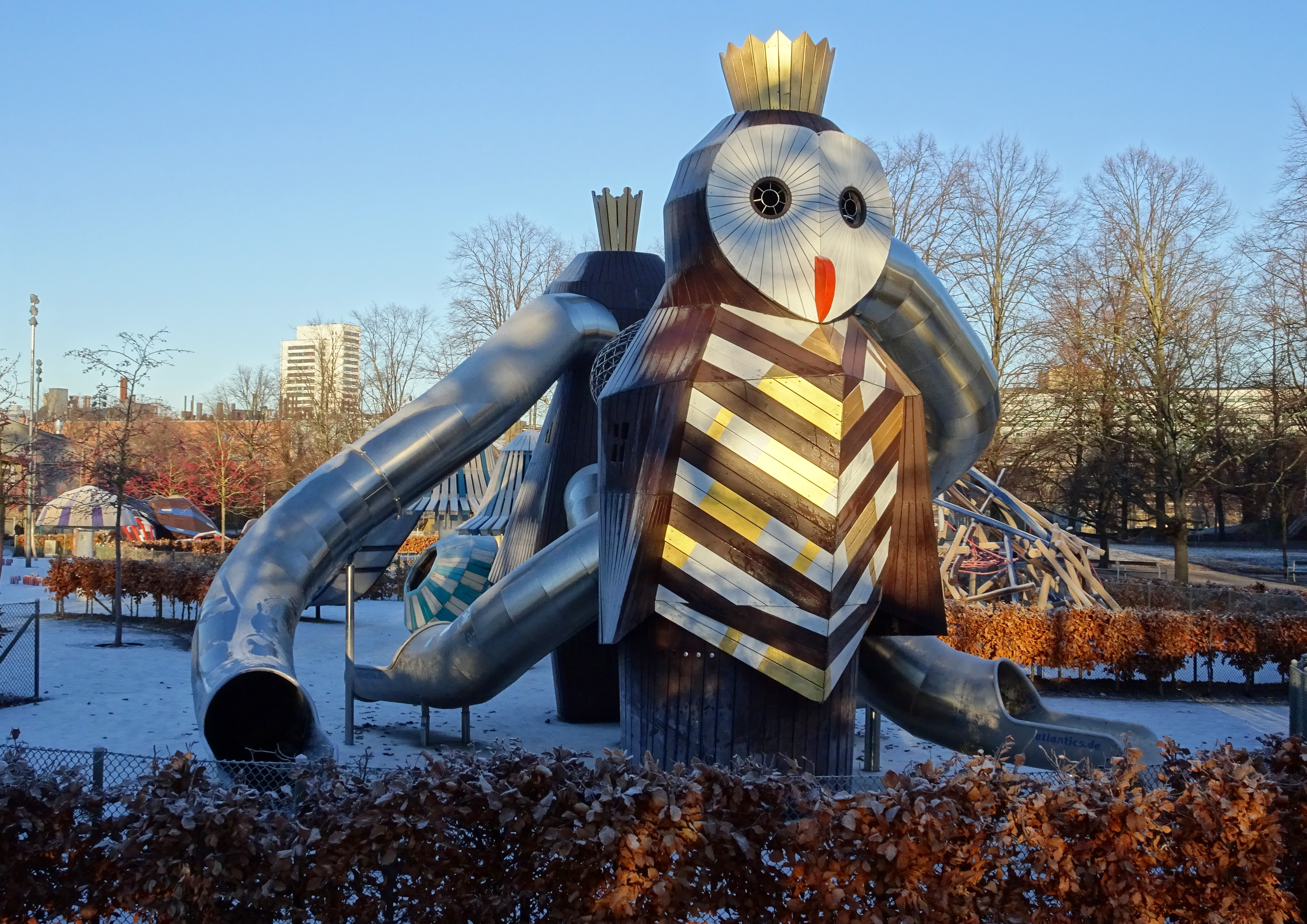
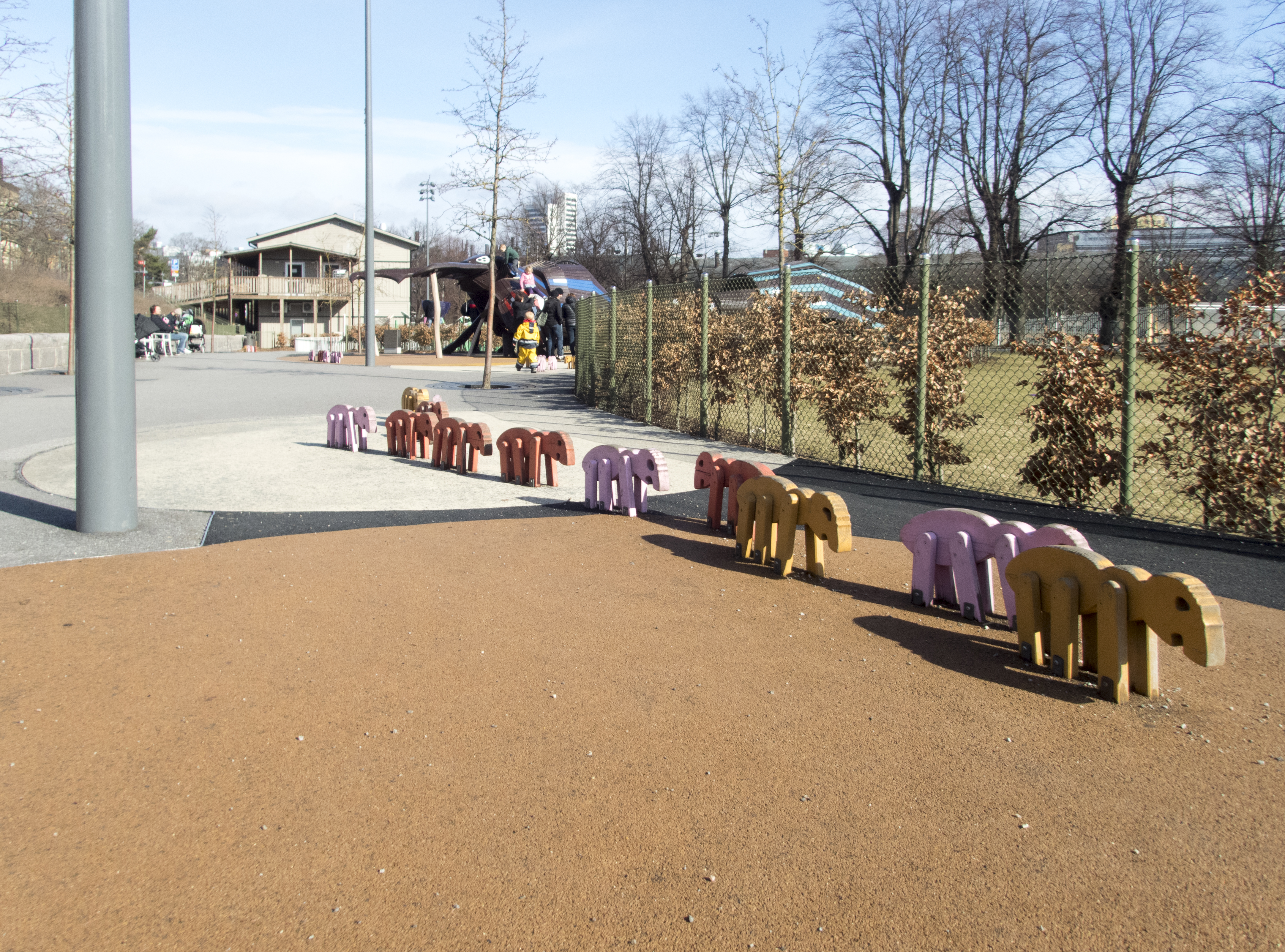
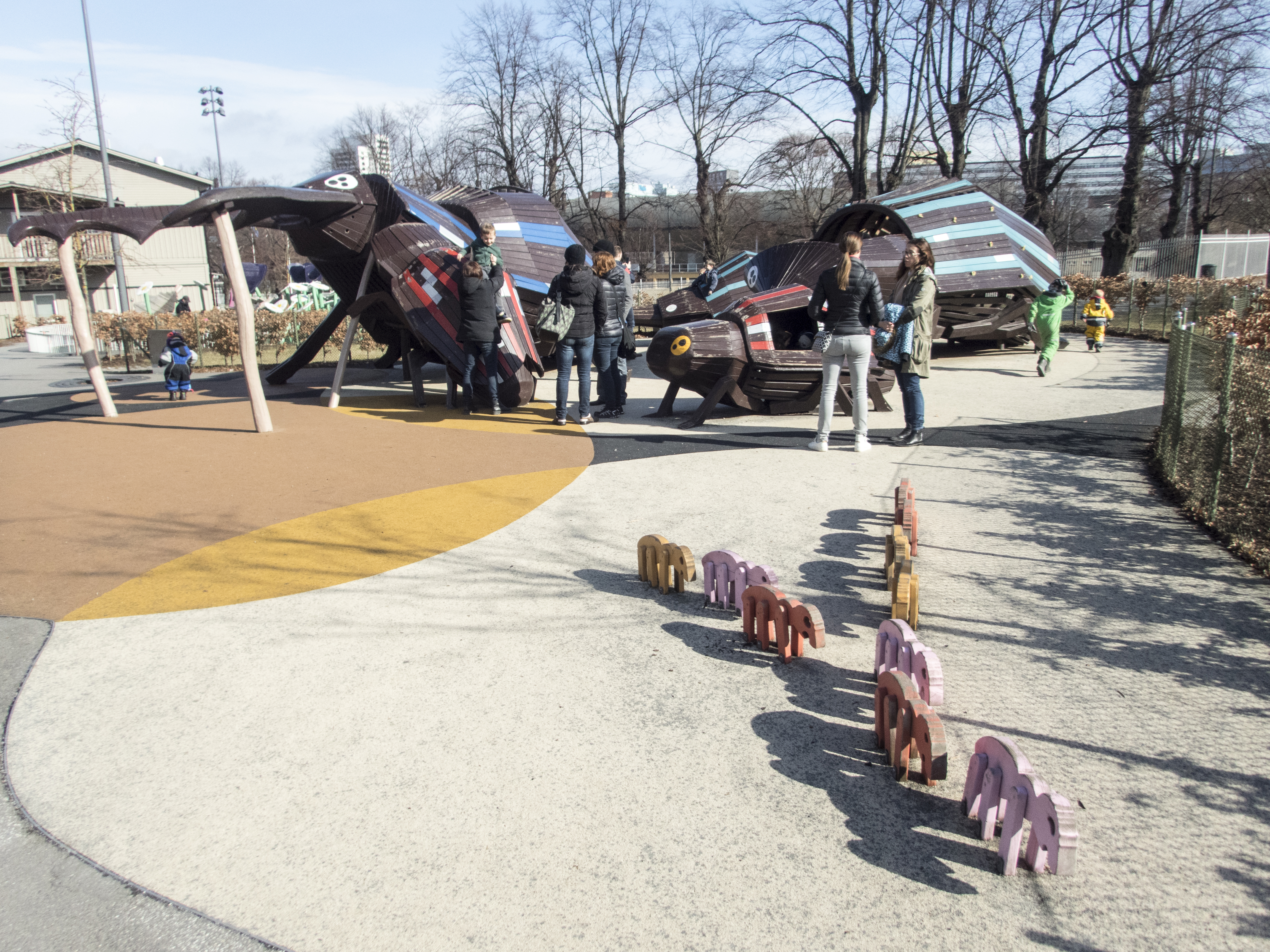
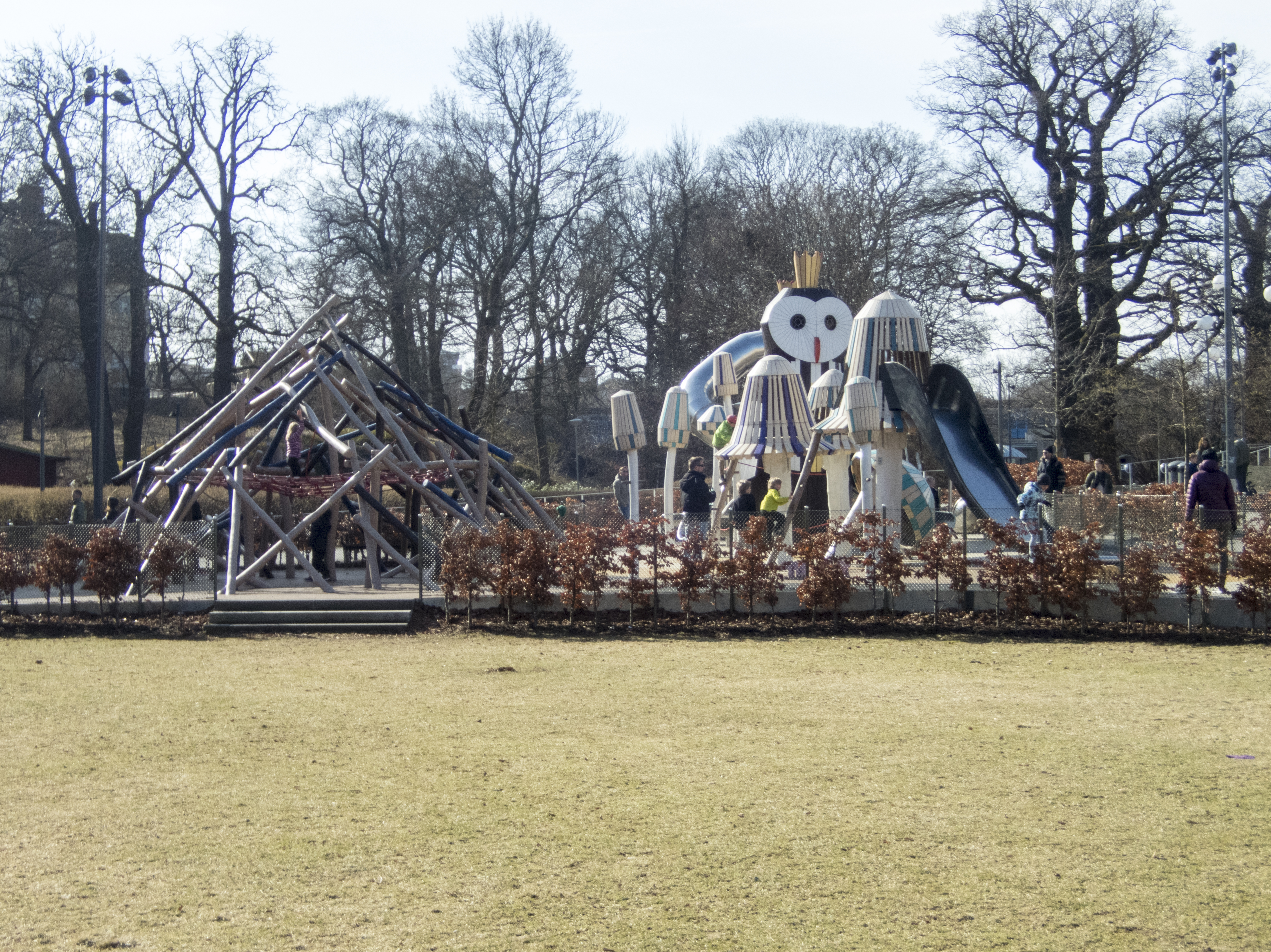